# Racomitrium occidentale
Racomitrium occidentale är en bladmossart som beskrevs av Ferdinand François Gabriel Renauld och Jules Cardot 1892. Racomitrium occidentale ingår i släktet raggmossor, och familjen Grimmiaceae. Inga underarter finns listade i Catalogue of Life.